# Скала 1911
Ця стаття про команду, створену 1911 року. Про клуб, що раніше виступав під назвою ФК «Моршин», див. статтю Скала (Стрий, 2004)
«Скала́ 1911» — український футбольний клуб з міста Стрия Львівської області. Один із найстарших клубів України — заснований 1911 року. Чемпіон Галичини 1943 року. Виступав у другій та першій лігах України. Найвище досягнення — 6-е місце в першій лізі сезону 2005/2006.

## Історія

### Колишні назви
- УСК «Січ» (1911—1912)
- УСК «Скала» (1912—1944)
- «Спартак»
- «Машинобудівник»
- «Буровик»
- «Авангард»
- «Скала» (1989–1996)
- «Газовидобувник-Скала» (1996–2001)
- «Газовик-Скала» (2001–2006)
- «Скала-Екран» (2007–2008)
- «Скала» (2009)
- «Скала 1911» (2022—)

### Зародження футболу в Стрию
Як згадував Леон Шварц, перший воротар «Поґоні» (Стрий), учні стрийської гімназії копали шкіряну кулю ще 1904 року, називаючи гру «фусбаль» (нім. Fußball). Восени 1905 року вчителем математики і керівником забав і прогулянок стрийської гімназії став Болеслав Блажек, який до того вчителював у III гімназії Львова, де зародився футбольний клуб «Лєхія». Він також був серед засновників і організаторів Товариства Забав Рухових (ТЗР) у Львові. Ще раніше в Стрию, за прикладом Кракова, створено спортивний парк. Парк Йордана (названий на честь краківського лікаря, що пропагував спорт і виступав ініціатором будівництва подібних об'єктів) збудовано над річкою Стрий, поблизу сучасного стадіону «Сокіл».
29 червня 1906 року зафіксовано перший футбольний матч у Стрию. До міста з показовими виступами з руханки та копаного м'яча приїхали львівські команди «Чарні», «Лехія» та КГС IV гімназії. Візит організував професор Блажек. Спочатку львівські команди грали між собою, а потім відбулася гра між збірними командами Львова та Стрия. У матчі, що тривав 25 хвилин, гості забили стриянам три голи.
1907 року створено перший у місті спортивний і футбольний клуб — Студентський Клюб Спортовий, який наступного року перейменовано на «Поґонь» (Стрий) і під цією назвою провідна футбольна дружина Стрия грала аж до початку Другої світової війни. У цій команді грали переважно поляки. 1910 року створено жидівський клуб «Гакоах», а 1911 року — Український Спортовий Кружок «Січ», що й став попередником «Скали» Стрий.

### Створення команди, походження назви та кольорів
Український Спортовий Кружок «Січ» у Стрию створили українці-гімназисти 1911 року, щоб представляти український футбол у місті. Команда тренувалася на бічних полях парку Йордана, оскільки основне поле було тренувальним для «Поґоні» (Стрий). Про перші роки існування команди збереглося небагато даних, тому невідомі, наприклад, дати перших ігор «Січі». Першою зафіксованою грою новоствореної команди був поєдинок 21 травня 1911 року УСК (третій склад) — «Січ» на стадіоні «Сокіл-Батько» на вулиці Стрийській у Львові. Стрияни поступилися з рахунком 5:8. Того ж року 7 жовтня на майданчику в парку Вільшина (сучасний парк ім. Т. Шевченка) відбулося перше дербі Стрия: «Поґонь» — «Січ». Досвідченіша польська команда впевнено перемогла з рахунком 5:0. Футбол набирав популярності серед гімназистів і з гравців, які не потрапляли до основної команди, сформовано «Січ-II» і «Січ-III».
Збереглися імена перших футболістів основної команди УСК «Січ» 1911 року (переважно це були учні гімназії): Микола Блискун, Йосафат Гнатів, Юліан Левицький, Степан-Адріан Нижанківський, Микола Николишин, Мирон-Олександр Соловій, Володимир Тивонович, Богдан Лотоцький, Дмитро Мачалаба, Михайло Хроньовський, Володимир Федорик, Олександр Мінів, семінаристи брати Гусаки.
Назва «Січ» виклика́ла в поляків неприємні асоціації з козацькою добою та українсько-польською війною під проводом Богдана Хмельницького, через що на іграх часом виникали конфлікти і, навіть, бійки. У статті в львівському спортивному тижневику «Змаг» автор В. Конич писав, що ідею назвати команду «Скалою» подав футболіст Станіслав (Стах) Паращак перед грою 12 травня 1912 року в Перемишлі проти «Сянової чайки». Гравець обґрунтував цю назву тим, що всі атаки суперників мають «відбиватися об дружину, як обо скалу». Також назву «Скала стрийська» використовувала «Поґонь» (Стрий) у звіті за 1911/12 роки, тому вважають, що «Січ» перейменовано на «Скалу» саме 1912 року. Слово «скала» тоді було нормою, тоді як зараз словники позначають його як застарілий синонім до слова «скеля». Але ця назва стала традиційною, тому коли після 55-річної перерви клуб було відновлено 1989 року, його названо саме «Скала».
Відомий у Стрию громадський і релігійний діяч отець Остап Нижанківський, який обіймав посаду першого голови УСК «Січ», придбав для команди першу справжню форму. Спочатку светри були сино-жовті, а після зміни назви на «Скалу» закуплено малиново-зелену форму. Невідомо, чи тоді ці кольори мали якесь символічне значення, але Євген Попов, автор книги про УСК «Стрий», виданої 2011 року, вважає, що малиновий колір символізує козацтво та волю («Січ»), а зелений — ліси Карпат («Скала»).

### Австро-угорський період

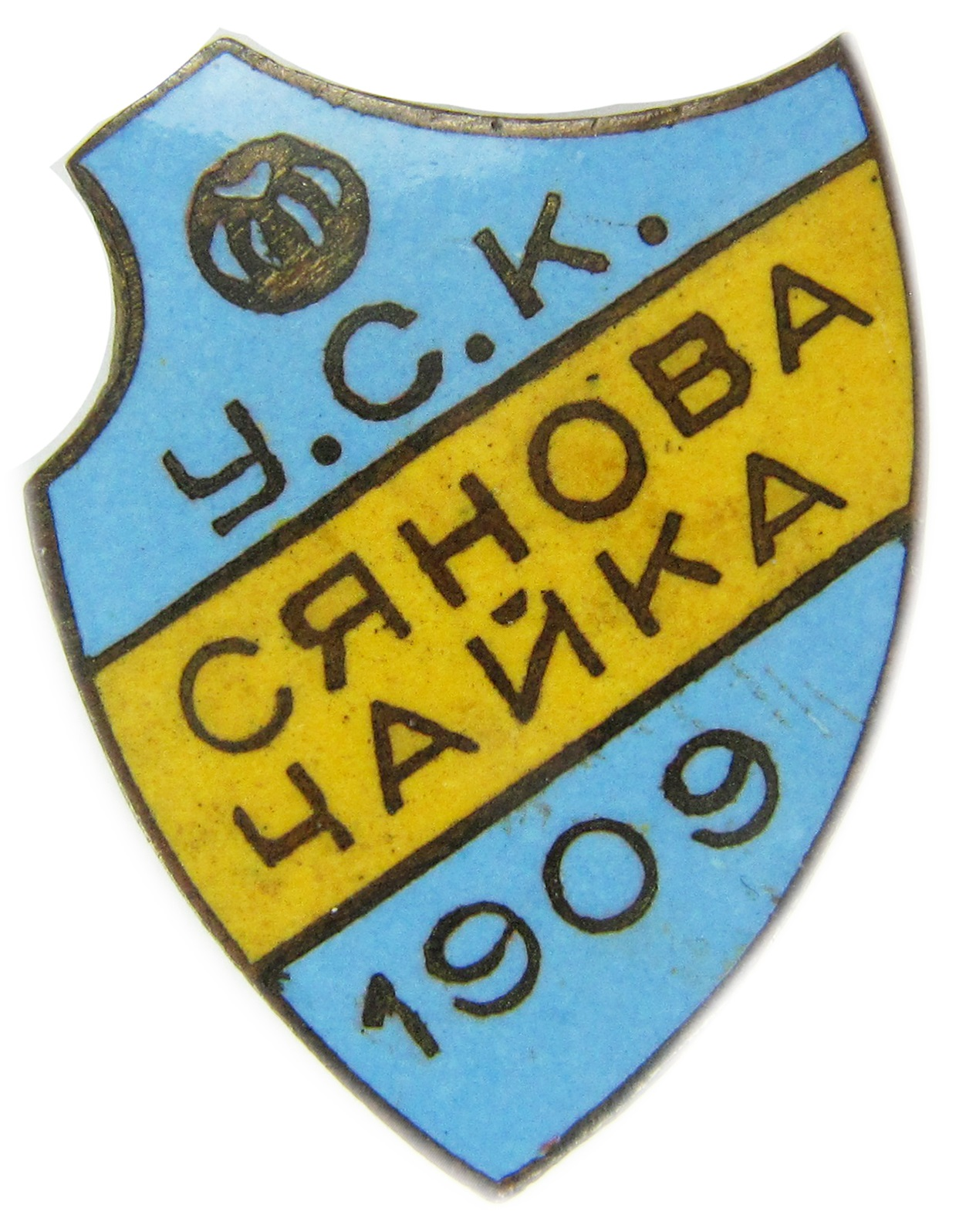
Значок «Сянова Чайка». 1909 рік

1912 року гравцями «Січі», яка того року змінила назву на «Скалу», стали, зокрема Нестор Нижанківський (син отця Остапа Нижанківського) і колишні гравці «Поґоні» (Стрий) воротар Леон Шварц і нападник Стах Паращак. Загалом, якщо в перший рік існування за клуб грали майже виключно гімназисти, то згодом команда почала запрошувати досвідченіших і сильніших футболістів. Завдяки протекції о. Нижанківського «Скала» отримала право грати домашні матчі в парку Йордана. 1912 року «Скала» провела кілька вдалих товариських матчів. Указано команди, рахунок і місце зустрічі:
- «Скала» — УСК (Львів) — 4:0
- «Сянова чайка» (Перемишль) — «Скала» — 1:2, Перемишль
- «Скала» — «Сянова чайка» — 5:0 (?), Стрий
- Українська збірна Львова (гравці УСК, «України» та «Лехії») — «Скала» — 0:1 (матч припинено на 78-й хв. через темряву), Львів

Таким робом, Скала довела перевагу над усіма найсильнішими українськими командами Галичини, а колектив, який зібрався в барвах «Скали» 1912 року був одним із найсильніших складів «Скали» аж до ліквідації команди 1944 року: воротар Леон Шварц («Ляля»), захисники Антін (Антоній) Блаткевич і Олексій Гусак («Гусьокроп»), півзахисники: ліворуч — Юке Фоґель, середина — Нестор Нижанківський, праворуч — Михайло Хроньовський, й нападники: Володимир Федорик («Коломийка»), Мирон Соловій, Станіслав Паращак, Осип Ярем і Віктор Колваль.
Після успішного 1912 року діяльність «Скали» занепала. Паращак повернувся до місцевої «Поґоні», Н. Нижанківський і Блаткевич закінчили гімназію та продовжили навчання у Львові, Гусак і Хроньовський пішли до війська і, хоча проходили службу в Стрию, не мали вільного часу на футбол. Гравці, які їх замінили, показували значно нижчий рівень гри. Через занепад клубу «Скала» не взяла участі навіть у масовому Шевченківському здвигу у червні 1914 року, коли до Львова з'їхалися понад 12 тисяч осіб з усієї Галичини.

### Польський і німецький періоди
У роки Першої світової війни (1914—1918) спортивне життя в Стрию зупинилося. 1919 року поляки розстріляли опікуна «Скали» Остапа Нижанківського. Футбольну команду «Скала» відновлено 1922 року як секцію гімнастичного товариства «Сокіл». У 1920-х роках українські спортивні клуби Галичини об'єдналися в Український Спортовий Союз, але УСС не співпрацював з польською владою, тому українським командам було заборонено проводити матчі проти польських клубів. Це заважало розвиткові футболу в краю і швидкому відновленню «Скали».
1925 року ініціатори відновлення команди ґрунтовно підійшли до справи й зареєстрували загальноміський Український Спортовий Клуб «Скала» як самостійний спортивний осередок. 26 травня 1925 року влада воєводства затвердила статут товариства, а раніше, 24 травня, «Скала» провела в Стрию товариську гру із «Зорею» (Львів), перемігши гостей 2:0.
У сезоні 1928 львівське СТ «Україна» вирішило перервати ізоляцію українських команд Галичини й вступило до Львівської окружної футбольної спілки під егідою Польської федерації футболу. Львів'яни хотіли грати з рівними суперниками, бо інші українські клуби краю були нижчого рівня й інколи «Україна» перемагала їх навіть із двозначним рахунком. «Скала» 1931 року також вступила до ЛОФС. Окружні змагання проводили в класах «C», «B» і «A». Переможці класу «A» з різних округів боролися за вихід до найвищого дивізіону чемпіонату Польщі. Вже у першому сезоні «Скала» була серед лідерів свого підокругу класу «C» і відразу виборола право грати в класі «B», де виступала в 1932 і 1933 роках. Але першість 1933 року стала катастрофічною для «Скали» в лізі «B», бо команда посіла останнє, 8-е місце у своїй підгрупі, набравши тільки 4 очки (різниця м'ячів — 9:48). Після цього керівництво клубу вирішило вийти з ЛОФС і повернутися до УСС. Частково це було спричинено надто високими витратами на виїзні матчі й байдужістю української громади Стрия до спорту, частково — упередженим ставленням польських футбольних функціонерів до українських команд, частково — надто низьким рівнем гри «Скали» порівняно зі командами класу «B».
1936 року УСК «Скала» повернувся під егіду Польської федерації футболу. Саме в ті роки створено Станіславську окружну футбольну спілку й, відповідно до адміністративного поділу, клуби Стрийського повіту мали змагатися в СОФС. Проте команди Стрия, а особливо найсильніша команда міста «Поґонь», не бажали змагатися з командами Станіславщини через гірше транспортне сполучення та меншу кількість сильних команд, що було фінансово невигідно, бо вони приваблювало менше глядачів на стадіон. Клуби міста відмовилися грати в СОФС, натомість проводили власний турнір за кубок Стрия. У сезоні 1937/38 «Скала» повернулася до Львівської окружної футбольної спілки, де змагалася в класі «B».

### Радянський період
У радянські часи команда носила назви «Спартак», «Буровик», «Машинобудівник», «Авангард». В пам'яті вболівальників зі стажем назавжди залишиться матч стрийського «Авангарду», який виступав в першості УРСР серед колективів фізкультури, та московського ЦСКА, що приїхав до Стрия в ранзі чемпіона Радянського Союзу. Попри те, що московські армійці складали кістяк тогочасної збірної Радянського Союзу, а стрийська команда мала статус напіваматорської, поєдинок завершився внічию 1:1, а тренер москвичів відмовився від післяматчевого інтерв'ю.
В 1972 році, той самий «Авангард» став чемпіоном Львівської області.
Команду майстрів у Стрию було відновлено 1989 року, а вже через два роки, об'єднавшись із «Карпатами» (Кам'янка-Бузька), вона отримала місце в другій лізі чемпіонату СРСР.

### Український період
Після розпаду Радянського Союзу «Скала» виступала в першій лізі чемпіонату України протягом шести сезонів, де її найвищим досягненням стало шосте місце (1992/93). Тоді ж стрийські футболісти здобули славу «кубкової команди» — зокрема, варто відзначити протистояння «Скали» та київського «Динамо» в 1/8 фіналу Кубка України 1992 року. Зігравши в першому матчі в Києві 1:1, вдома стрияни вели з рахунком 1:0, i лише завдяки голам Ахрика Цвейби та Олега Саленка в другій половині зустрічі «Динамо» змогло пробитися в наступну стадію турніру. В першій половині дев'яностих «Скала» провела свої дебютні міжнародні товариські матчі з польськими та угорськими командами.
1996 року стрийський клуб припинив своє існування через фінансові труднощі. У 2001 році зусиллями Володимира Фека футбол в Стрию було відроджено. Футбольний клуб «Газовик» (Комарне) переїхав до Стрия, де об'єднався з місцевою командою «Газовидобувник-Скала», яка виступала на першість Львівської області. Так було утворено клуб під назвою «Газовик-Скала», який зайняв місце комарненського «Газовика» в групі «А» другої ліги чемпіонату України.
З приходом на тренерський місток досвідченого Богдана Бандури, команда почала демонструвати результативну та змістовну гру, наслідком якої стала боротьба за вихід в Першу лігу чемпіонату України. Головним суперником стриян за підвищення в класі став клуб «Поділля» (Хмельницький). В сезоні 2003/04, здобувши вольову перемогу над хмельниччанами в домашньому матчі з рахунком 1:0, «Газовик-Скала» зайняв перше місце в групі «А» другої ліги та розпочав змагання в Першій лізі українського чемпіонату. На сезон 2003/04 також припадає блискуча перемога друголігового стрийського колективу над вищоліговою «Зіркою» з Кіровограда з рахунком 1:0 в матчі на Кубок України.

### Втрата професіонального статусу

Логотип ФК «Газовик-Скала».

По завершенні чемпіонату 2005/06 у першій лізі (6-е місце) через фінансові труднощі «Газовик-Скала» прининив існування. Виходом стало створення футбольного клубу «Львів» з новим президентом і місцезнаходженням. Президентом клубу став Юрій Кіндзерський — голова правління ЗАТ Українська страхова компанія «Княжа». Основу новоствореного колективу склали футболісти «Газовика-Скали», головним тренером став Богдан Бандура, директором — Ростислав Заремба, які займали такі самі посади в «Газовику-Скалі».
Стрийська команда втратила статус професіональної і відновила існування лише 2007 року, коли отримала фінансову підтримку від ТОВ «Екран», взявши назву «Скала-Екран». Проте, на початку 2008 року підприємство відмовилося самотужки утримувати команду і Стрий не був представлений жодною командою у чемпіонаті Львівщини 2008 року.
2009 року команду під традиційною назвою «Скала» відновлено, вона виступала у прем'єр-лізі чемпіонату Львівщини. Колектив представляв, фактично, ФК «Моршин». Клуб мав достатні фінансові можливості і під назвою «Скала» Стрий грав у чемпіонаті Львівської області 2009 й чемпіонаті України серед аматорів 2009. Моршинська команда була зареєстрована в Моршині, але проводила матчі на стадіоні «Сокіл» у Стрию. Стрийські вболівальники під час матчів «Моршина» регулярно розгортали плакати з текстом «Ми не Моршин — ми Скала». У грудні 2009 ФК «Моршин» змінив назву на «Скала» (Моршин), а з лютого 2011 року — «Скала» (Стрий). Цей клуб виступав на професіональному рівні до 2018 року у Другій і Першій лізі, після чого Стрий знову не мав професіональної команди.

### Відновлення команди
У 2020 році був створений клуб «Скала 1911», взявши на себе опіку над стрийською футбольною школою, і назвався продовжувачем традицій стрийського футболу. А його структуру також увійшли комунальні ДЮСШ міста, які діють сьогодні також під брендом «Скала 1911». Засновником клубу стала громадська організація «Скала 1911», одним з творців якої є Тарас Канівець — син тодішнього мера Стрия Олега Канівця. Як наслідок, місто стало допомагати клубу фінансово та адміністративно. Зокрема, в бюджеті Стрия було передбачено 1,5 млн грн у 2021 році, 2,3 млн грн — у 2022 році, 5,37 млн грн у 2023 році та 6,2 млн грн у 2024 році.
У дебютному сезоні 2020 року «Скала 1919» виступала у Першій лізі чемпіонату Львівської області, вийшовши на наступний сезон до Прем'єр-ліги. Там наступного року стрияни посіли 5-те місце, а в кубку області дійшли до чвертьфіналу.
У 2022 році «Скала 1911» посіла 10 місце у чемпіонаті області, після чого заявилась на чемпіонат України серед аматорів 2022/23, де дійшла до півфіналу. А у Кубку України 2022/23 стрияни вилетіли на стадії до чвертьфіналу.
У 2023 році було створене ТОВ «ФК Скала 1911», засновниками якого стали ГО «ФК Скала 1911» і місцевий підприємець Роман Рибчинський. Спочатку обома організаціями — і ТОВ, і ГО — керував депутат Стрийської міськради Володимир Бурій, а у грудні на посаді директора ГО «ФК Скала 1911» його змінив Володимир Брич, а Бурій залишився керівником ТОВ «ФК Скала 1911».
Влітку 2023 року команда заявилась до Другої ліги і за підсумками дебютного сезону 2023/24 посіла 6 місце.

## Склад команди
Станом на 9 квітня 2025  року відповідно до офіційної заявки на сайті ПФЛ
| №  | Поз. | Нац.    | Гравець                    |
| -- | ---- | ------- | -------------------------- |
| 1  | ВР   | Україна | Данило Веклич              |
| 31 | ВР   | Україна | Кирило Архипчук            |
| 99 | ВР   | Україна | Денис Завгородній          |
| 2  | ЗХ   | Україна | Олександр Руденко          |
| 3  | ЗХ   | Україна | Богдан Сагайдак            |
| 5  | ЗХ   | Україна | Ілля Козубенко             |
| 9  | ЗХ   | Україна | Вадим Мердєєв              |
| 18 | ЗХ   | Україна | Денис Гарькавенко          |
| 20 | ЗХ   | Україна | Роман Николишин            |
| 22 | ЗХ   | Україна | Данило Янюк                |
| 6  | ПЗ   | Україна | Андрій Ралюченко (капітан) |

| №  | Поз. | Нац.    | Гравець               |
| -- | ---- | ------- | --------------------- |
| 7  | ПЗ   | Україна | Володимир Лук'янченко |
| 8  | ПЗ   | Україна | Роман Лісовик         |
| 11 | ПЗ   | Україна | Руслан Мальський      |
| 13 | ПЗ   | Україна | Вадим Гудзінський     |
| 14 | ПЗ   | Україна | Назар Грицак          |
| 15 | ПЗ   | Україна | Максим Мацієвський    |
| 95 | ПЗ   | Україна | Ярослав Кравченко     |
| 98 | ПЗ   | Україна | Андрій Фесенко        |
| 10 | НП   | Україна | Богдан Гора           |
| 21 | НП   | Україна | Іван Жуміга           |
| 77 | НП   | Україна | Артур Федор           |

## Статистика
Виступи у професіональних лігах України:
| Сезон     | Ліга                               | Місце                              | І                                  | В                                  | Н                                  | П                                  | ГЗ                                 | ГП                                 | О                                  | Кубок України                      | Примітки                           |
| --------- | ---------------------------------- | ---------------------------------- | ---------------------------------- | ---------------------------------- | ---------------------------------- | ---------------------------------- | ---------------------------------- | ---------------------------------- | ---------------------------------- | ---------------------------------- | ---------------------------------- |
| 1991—1992 | «Карпати» (Кам'янка-Бузька) (СРСР) | «Карпати» (Кам'янка-Бузька) (СРСР) | «Карпати» (Кам'янка-Бузька) (СРСР) | «Карпати» (Кам'янка-Бузька) (СРСР) | «Карпати» (Кам'янка-Бузька) (СРСР) | «Карпати» (Кам'янка-Бузька) (СРСР) | «Карпати» (Кам'янка-Бузька) (СРСР) | «Карпати» (Кам'янка-Бузька) (СРСР) | «Карпати» (Кам'янка-Бузька) (СРСР) | «Карпати» (Кам'янка-Бузька) (СРСР) | «Карпати» (Кам'янка-Бузька) (СРСР) |
| 1992      | Перша «Б»                          | 6                                  | 26                                 | 11                                 | 9                                  | 6                                  | 39                                 | 24                                 | 31                                 | 1/8 фіналу                         |                                    |
| 1992-93   | Перша                              | 11                                 | 42                                 | 15                                 | 11                                 | 16                                 | 49                                 | 58                                 | 41                                 | 1/64 фіналу                        |                                    |
| 1993-94   | Перша                              | 16                                 | 38                                 | 11                                 | 17                                 | 20                                 | 36                                 | 48                                 | 29                                 | 1/16 фіналу                        |                                    |
| 1994-95   | Перша                              | 19                                 | 42                                 | 12                                 | 9                                  | 21                                 | 31                                 | 65                                 | 45                                 | 1/64 фіналу                        |                                    |
| 1995-96   | Перша                              | 22                                 | 42                                 | 2                                  | 3                                  | 37                                 | 21                                 | 108                                | 9                                  | 1/64 фіналу                        | Розформовано                       |
| 1992—2001 | «Газовик» (Комарне)                | «Газовик» (Комарне)                | «Газовик» (Комарне)                | «Газовик» (Комарне)                | «Газовик» (Комарне)                | «Газовик» (Комарне)                | «Газовик» (Комарне)                | «Газовик» (Комарне)                | «Газовик» (Комарне)                | «Газовик» (Комарне)                | «Газовик» (Комарне)                |
| 2001-02   | Друга «A»                          | 10                                 | 36                                 | 12                                 | 11                                 | 13                                 | 31                                 | 38                                 | 47                                 | 2 раунд                            |                                    |
| 2002-03   | Друга «A»                          | 9                                  | 28                                 | 8                                  | 9                                  | 11                                 | 15                                 | 23                                 | 33                                 | 1/32 фіналу                        |                                    |
| 2003-04   | Друга «A»                          | 1                                  | 30                                 | 18                                 | 11                                 | 1                                  | 46                                 | 15                                 | 65                                 | 1/16 фіналу                        | Підвищено                          |
| 2004-05   | Перша                              | 12                                 | 34                                 | 12                                 | 7                                  | 15                                 | 34                                 | 39                                 | 43                                 | 1/32 фіналу                        |                                    |
| 2005-06   | Перша                              | 6                                  | 34                                 | 14                                 | 10                                 | 10                                 | 35                                 | 33                                 | 52                                 | 1/8 фіналу                         | Розформовано                       |
| 2006—2012 | ФК «Львів»                         | ФК «Львів»                         | ФК «Львів»                         | ФК «Львів»                         | ФК «Львів»                         | ФК «Львів»                         | ФК «Львів»                         | ФК «Львів»                         | ФК «Львів»                         | ФК «Львів»                         | ФК «Львів»                         |
| 2009—2018 | «Скала» (Моршин)                   | «Скала» (Моршин)                   | «Скала» (Моршин)                   | «Скала» (Моршин)                   | «Скала» (Моршин)                   | «Скала» (Моршин)                   | «Скала» (Моршин)                   | «Скала» (Моршин)                   | «Скала» (Моршин)                   | «Скала» (Моршин)                   | «Скала» (Моршин)                   |
| 2023-24   | Друга                              | 6 з 15                             | 26                                 | 12                                 | 2                                  | 12                                 | 32                                 | 33                                 | 38                                 | 1/16 фіналу                        |                                    |
| 2024-25   | Друга «А»                          | 3 з 10                             | 18                                 | 10                                 | 3                                  | 5                                  | 31                                 | 18                                 | 33                                 | 1/32 фіналу                        |                                    |